# Encyclia ibanezii
Encyclia ibanezii är en orkidéart som beskrevs av Fredy Archila och Wesley Ervin Higgins. Encyclia ibanezii ingår i släktet Encyclia och familjen orkidéer. Inga underarter finns listade i Catalogue of Life.